# بينتون جاي هال
بينتون جاي هال (بالإنجليزية: Benton Jay Hall)‏ هو محامي وسياسي أمريكي، ولد في 13 يناير 1835 في ماونت فرنون في الولايات المتحدة، وتوفي في 5 يناير 1894 في برلنغتون في الولايات المتحدة. نشط حزبياً في الحزب الديمقراطي. وقد انتخب عضو مجلس ولاية آيوا وانتخب عضو مجلس نواب ولاية ايوا وانتخب عضو مجلس النواب الأمريكي.